# Michael Lynagh
Michael Patrick Lynagh (Brisbane, 25 de outubro de 1963) é um ex-jogador australiano de rugby union que atuava na posição de abertura.
Era um dos grandes nomes do rugby mundial presentes no elenco da Austrália campeã mundial em 1991 sobre a anfitriã do evento, a Inglaterra, sendo considerado o condutor dos jogadores de linha. Foi a primeira Copa vencida pelos Wallabies, que na campanha eliminaram nas semifinais a rival Nova Zelândia. Outro grande momento veio em 1984, ano em que estreou por seu país; ali, os australianos venceram todos os amistosos que fizeram em excursão pela Europa, conseguindo o chamado grand slam.
Lynagh é o maior artilheiro da seleção australiana, com 911 pontos. Quando a deixou, na Copa do Mundo de Rugby de 1995, ele detinha o recorde de maior pontuador em jogos de seleções. Vinha sendo o capitão da Austrália desde 1993. Aposentou-se no clube inglês Saracens, em 2000. Atualmente, é o terceiro jogador que mais fez pontos nas Copas do Mundo de Rugby, onde totalizou 195 pontos. Chegou a ser o segundo, atrás somente do escocês Gavin Hastings, seu contemporâneo; posteriormente, ambos foram ultrapassados pelo inglês Jonny Wilkinson.
Foi eleito um dos dezesseis melhores jogadores que passaram pelo Barbarians, clube que consiste virtualmente em uma "seleção do mundo", utilizado somente para amistosos, frequentemente com fortes seleções nacionais.